# Governatore dell'Idaho
Il Governatore dell'Idaho (in inglese: Governor of Idaho) è il capo del governo e il comandante in capo delle forze militari dello stato statunitense dell'Idaho.

## Storia
Sino al 1946 il mandato durava due anni.

## Governatori

### Partiti
Democratico (12)  
  Repubblicano (21)
| #  | Foto | Nome                 | Mandato          | Mandato          | Partito      | Vicegovernatore                                                      |
| #  | Foto | Nome                 | Inizio           | Termine          | Partito      | Vicegovernatore                                                      |
| -- | ---- | -------------------- | ---------------- | ---------------- | ------------ | -------------------------------------------------------------------- |
| 1  |      | George Laird Shoup   | 1º ottobre 1890  | 18 dicembre 1890 | Repubblicano | N. B. Willey                                                         |
| 2  |      | N. B. Willey         | 18 dicembre 1890 | 1º gennaio 1893  | Repubblicano | John S. Gray                                                         |
| 3  |      | William J. McConnell | 1º gennaio 1893  | 4 gennaio 1897   | Repubblicano | F. B. Willis                                                         |
| 4  |      | Frank Steunenberg    | 4 gennaio 1897   | 7 gennaio 1901   | Democratico  | George F. Moore                                                      |
| 5  |      | Frank W. Hunt        | 7 gennaio 1901   | 5 gennaio 1903   | Democratico  | Thomas F. Terrell                                                    |
| 6  |      | John T. Morrison     | 5 gennaio 1903   | 2 gennaio 1905   | Repubblicano | James M. Stevens                                                     |
| 7  |      | Frank R. Gooding     | 2 gennaio 1905   | 4 gennaio 1909   | Repubblicano | Burpee L. Steeves                                                    |
| 8  |      | James H. Brady       | 4 gennaio 1909   | 2 gennaio 1911   | Repubblicano | Lewis H. Sweetser                                                    |
| 9  |      | James H. Hawley      | 2 gennaio 1911   | 6 gennaio 1913   | Democratico  |                                                                      |
| 10 |      | John M. Haines       | 6 gennaio 1913   | 4 gennaio 1915   | Repubblicano | Herman H. Taylor                                                     |
| 11 |      | Mosè Alexander       | 4 gennaio 1915   | 6 gennaio 1919   | Democratico  | Herman H. Taylor                                                     |
| 12 |      | D. W. Davis          | 6 gennaio 1919   | 1º gennaio 1923  | Repubblicano | Charles C. Moore                                                     |
| 13 |      | Charles C. Moore     | 1º gennaio 1923  | 3 gennaio 1927   | Repubblicano | H. C. Baldridge                                                      |
| 14 |      | H. C. Baldridge      | 3 gennaio 1927   | 5 gennaio 1931   | Repubblicano | O. E. Hailey                                                         |
| 15 |      | C. Ben Ross          | 5 gennaio 1931   | 4 gennaio 1937   | Democratico  | G. P. Mix                                                            |
| 16 |      | Barzilla W. Clark    | 4 gennaio 1937   | 2 gennaio 1939   | Democratico  | Charles C. Gossett                                                   |
| 17 |      | C. A. Bottolfsen     | 2 gennaio 1939   | 6 gennaio 1941   | Repubblicano | Donald S. Whitehead                                                  |
| 18 |      | Chase A. Clark       | 6 gennaio 1941   | 4 gennaio 1943   | Democratico  | Charles C. Gossett                                                   |
| 19 |      | C. A. Bottolfsen     | 4 gennaio 1943   | 1º gennaio 1945  | Repubblicano | Edwin Nelson                                                         |
| 20 |      | Charles C. Gossett   | 1º gennaio 1945  | 17 novembre 1945 | Democratico  | Williams Arnold                                                      |
| 21 |      | Williams Arnold      | 17 novembre 1945 | 6 gennaio 1947   | Democratico  | A. R. McCabe                                                         |
| 22 |      | C. A. Robins         | 6 gennaio 1947   | 1º gennaio 1951  | Repubblicano | Donald S. Whitehead                                                  |
| 23 |      | Leonard B. Jordan    | 1º gennaio 1951  | 3 gennaio 1955   | Repubblicano | Edson H Deal                                                         |
| 24 |      | Robert Smylie        | 3 gennaio 1955   | 2 gennaio 1967   | Repubblicano | J. Berkeley Larsen                                                   |
| 25 |      | Don Samuelson        | 2 gennaio 1967   | 4 gennaio 1971   | Repubblicano | Jack M. Murphy                                                       |
| 26 |      | Cecil D. Andrus      | 4 gennaio 1971   | 24 gennaio 1977  | Democratico  |                                                                      |
| 27 |      | John V. Evans        | 24 gennaio 1977  | 5 gennaio 1987   | Democratico  | William J. Murphy                                                    |
| 28 |      | Cecil D. Andrus      | 5 gennaio 1987   | 2 gennaio 1995   | Democratico  |                                                                      |
| 29 |      | Phil Batt            | 2 gennaio 1995   | 8 gennaio 1999   | Repubblicano | Butch Otter                                                          |
| 30 |      | Dirk Kempthorne      | 8 gennaio 1999   | 26 maggio 2006   | Repubblicano | Butch Otter (1999-2001) Jack Riggs (2001-2003) Jim Risch (2003-2006) |
| 31 |      | Jim Risch            | 26 maggio 2006   | 1º gennaio 2007  | Repubblicano | Mark Ricks                                                           |
| 32 |      | Butch Otter          | 1º gennaio 2007  | 7 gennaio 2019   | Repubblicano | Jim Risch (2007-2009) Brad Little (2009-2019)                        |
| 33 |      | Brad Little          | 7 gennaio 2019   | in carica        | Repubblicano | Janice McGeachin (2019-2023) Scott Bedke (dal 2023)                  |